# Шпилівська сільська рада (Сумський район)
Шпилі́вська сільська́ ра́да — колишній орган місцевого самоврядування в Сумському районі Сумської області. Адміністративний центр — село Шпилівка.

## Загальні відомості
- Населення ради: 876 осіб (станом на 2001 рік)

## Населені пункти
Сільській раді підпорядковані населені пункти:
- с. Шпилівка
- с. Бровкове
- с. Визирівка
- с. Облоги
- с. Ополонське
- с. Харківщина

### Колишні населені пункти
- с. Мазне, зняте з обліку 1989 року

## Склад ради
Рада складається з 14 депутатів та голови.
- Голова ради: Курочкіна Валентина Іванівна
- Секретар ради: Тімченко Олена Семенівна

### Керівний склад попередніх скликань
| Прізвище, ім'я, по батькові  | Основні відомості                                                 | Дата обрання | Дата звільнення |
| ---------------------------- | ----------------------------------------------------------------- | ------------ | --------------- |
| Курочкіна Валентина Іванівна | Сільський голова, 1965 року народження, освіта вища, позапартійна | 26.03.2006   | 31.10.2010      |
| Курочкіна Валентина Іванівна | Сільський голова, 1965 року народження, освіта вища, позапартійна | 31.10.2010   |                 |

Примітка: таблиця складена за даними сайту Верховної Ради України

### Депутати
За результатами місцевих виборів 2010 року депутатами ради стали:

#### За суб'єктами висування
| Суб'єкт висування                                       | Кількість обраних депутатів | %    |
| ------------------------------------------------------- | --------------------------- | ---- |
| Самовисування                                           | 9                           | 64,3 |
| Політична партія Всеукраїнське об'єднання «Батьківщина» | 5                           | 35,7 |

#### За округами
| № округу                                                | Прізвище, ім'я, по батькові      | Дата визнання обраним | Освіта             | Партійна приналежність             | Відомості про обраного депутата |
| ------------------------------------------------------- | -------------------------------- | --------------------- | ------------------ | ---------------------------------- | ------------------------------- |
| Політична партія Всеукраїнське об’єднання "Батьківщина" |                                  |                       |                    |                                    |                                 |
| 4                                                       | Діденко Олександр Іванович       | 05.11.2010            | середня            | позапартійний                      |                                 |
| 5                                                       | Приходько Світлана Андріївна     | 05.11.2010            | вища               | позапартійна                       |                                 |
| 7                                                       | Ільченко Олександр Анатолійович  | 05.11.2010            | вища               | позапартійний                      |                                 |
| 10                                                      | Сердюк Світлана Іванівна         | 05.11.2010            | середня спеціальна | позапартійна                       |                                 |
| 13                                                      | Шматуха Світлана Іванівна        | 05.11.2010            | середня спеціальна | член Соціалістичної партії України |                                 |
| Самовисування                                           |                                  |                       |                    |                                    |                                 |
| 1                                                       | Усенко Надія Василівна           | 05.11.2010            | середня спеціальна | позапартійна                       |                                 |
| 2                                                       | Фурс Галина Іванівна             | 05.11.2010            | середня спеціальна | позапартійна                       |                                 |
| 3                                                       | Афанас’єва Марія Миколаївна      | 05.11.2010            | середня спеціальна | позапартійна                       |                                 |
| 6                                                       | Тімченко Олена Семенівна         | 05.11.2010            | середня            | позапартійна                       |                                 |
| 8                                                       | Куценко Яніна Валеріївна         | 05.11.2010            | вища               | позапартійна                       |                                 |
| 9                                                       | Таранін Віталій Михайлович       | 05.11.2010            | вища               | позапартійний                      |                                 |
| 11                                                      | Гордій Богдан Мирославович       | 05.11.2010            | вища               | позапартійний                      |                                 |
| 12                                                      | Матяш Борис Григорович           | 05.11.2010            | середня            | позапартійний                      |                                 |
| 14                                                      | Самойлов Володимир Олександрович | 05.11.2010            | середня спеціальна | позапартійний                      |                                 |